# Antigone III Doson
Pour les articles homonymes, voir Antigone.
Antigone III Doson (en grec ancien Αντίγονος Δώσων / Antigonos Dôsôn) est un roi de Macédoine ayant régné de 229 à 221 av. J.-C. D'abord régent de Philippe V, il obtient le titre royal probablement en 227. Il est l'artisan du redressement militaire et diplomatique de la Macédoine après la période difficile perdurant depuis la fin du règne d'Antigone II Gonatas.

## Biographie

### Origines et jeunesse
Deux auteurs antiques nous donnent des informations sur les origines d'Antigone. Eusèbe le mentionne rapidement et le présente dans sa chronique comme étant de "race royale" et Plutarque, dans la vie de Paul-Emile affirme son appartenance à la dynastie des Antigonides et ajoute des renseignements sur ses liens de parentés. Cousin de son prédécesseur Démétrios II, neveu d'Antigone Gonatas, il est également l'arrière-petit-fils d'Antigone le Borgne et le petit-fils de Démétrios Poliorcète. Son père est Démétrios Kalos (dit le Beau) dont nous ne savons pas grand chose en raison des lacunes des sources, nous pouvons néanmoins dire qu'il fut roi de Cyrène et apparenté aux Lagides par sa mère. La mère de Dôsôn est encore plus mystérieuse, nous savons seulement que ce fut une Thessalienne se nommant Olympias et qu'elle était fille de Polyclète de Larissa.
Antigone est né en 263 av. J.-C. d'après une indication d'Eusèbe de Césarée dans sa Chronique. Son frère, Echécrate, est quant à lui né peu avant 250. Les sources ne permettent pas d'établir un tableau sur sa jeunesse et son éducation mais quelques hypothèses peuvent être proposées. Il n'a probablement pas accompagné son père à Cyrène quand celui-ci s'y installe alors que son fils est âgé de 13 ans ; il est resté en Macédoine où il reçoit une formation, qui en l'absence de son père est assurée par son oncle Antigone Gonatas. Il reçoit probablement, comme tous les jeunes gens de l’aristocratie, un entraînement physique et pratique la chasse pour se préparer à la vie militaire.

### Accession au pouvoir
Antigone a reçu plusieurs surnoms de la part des auteurs antiques ; le seul dont le sens soit clair étant Épitropos (« le Tuteur »). Le surnom Doson (Δώσων), d'étymologie inconnue, est parfois interprété comme le participe futur actif du verbe « donner »  en grec ancien, qui signifierait « celui qui restituera [le pouvoir] ».
La crise dynastique consécutive à la mort de Démétrios II, tué en 229 av. J.-C. en luttant contre les Dardaniens, est évitée : l'Assemblée des Macedoniens désigne Antigone Doson, un autre petit-fils de Démétrios Poliorcète, fils de Démétrios Kalos (« le Beau »), demi-frère d'Antigone II Gonatas. Il est d'abord désigné comme stratège et tuteur (épitropos) du jeune roi mineur (9 ans) Philippe V qu'il adopte après avoir épousé sa mère, Chryséis. En 227, il reçoit probablement le titre royal. La procédure, soit la désignation d’un régent du jeune héritier lui-même élu roi, puis l'obtention du titre royal pour le régent, rappelle ce qui s’est passé en 360 pour Philippe II. Par ailleurs, il épouse Chryséis, la concubine (ou épouse) de Démétrios II, considérée comme la mère de Philippe V. Il ne s'est jamais comporté en usurpateur. Son règne prudent apparaît chez Polybe marqué par le rétablissement de la domination antigonide sur la Grèce centrale et méridionale : le témoignage de Polybe est aussi favorable à Doson, ami d'Aratos de Sicyone.

### Débuts du règne
Antigone Doson redresse rapidement la situation, contenant les Dardaniens et affermissant son autorité en Égée et en Grèce centrale (Phocide, Thessalie ) au détriment des Étoliens qui furent contraints de conclure la paix avec lui en 227 av. J.-C. Il est probable que la Péonie septentrionale reste sous leur domination. Il intervient ensuite en Thessalie pour prévenir la sécession de cités du côté de la Ligue étolienne. Mais plus au Sud, la Ligue béotienne et la Ligue de Phocide s’allient avec la Ligue achéenne tandis qu’Athènes négocie la remise des garnisons du Pirée, de Mounichie, de Salamine et du Sounion contre la remise de 150 talents. En 228, Athènes est désormais libre mais refuse pour autant d'adhérer à la Ligue achéenne.
Profitant de la rivalité entre les trois ligues grecques, qui s'annihilent mutuellement, il lance en 227 une offensive en Carie dans le golfe de Iasos. Les motifs de cette expédition asiatique, attestée par Polybe ainsi que par des inscriptions en Asie Mineure et dans les Îles Égéennes, restent par ailleurs mal connus. Il s’agit sans doute de montrer la puissance maritime macédonienne dans les îles voire de contester l'influence des Lagides (Ptolémée III soutient encore à cette date la Ligue achéenne). Il parvient à étendre son influence sur Priène et Samos et à prendre le contrôle de la Carie avec l’aide du dynaste Olympichos d'Alinda, ancien stratège de Séleucos II. Ces territoires cherchent probablement à se prémunir des ambitions d'Attale Ier de Pergame qui vient de battre le séleucide Antiochos Hiérax. Pour autant, la Carie n'a pas été l'objet d'une occupation ou d'une administration macédonienne permanentes.

### Intervention dans le Péloponnèse (224)

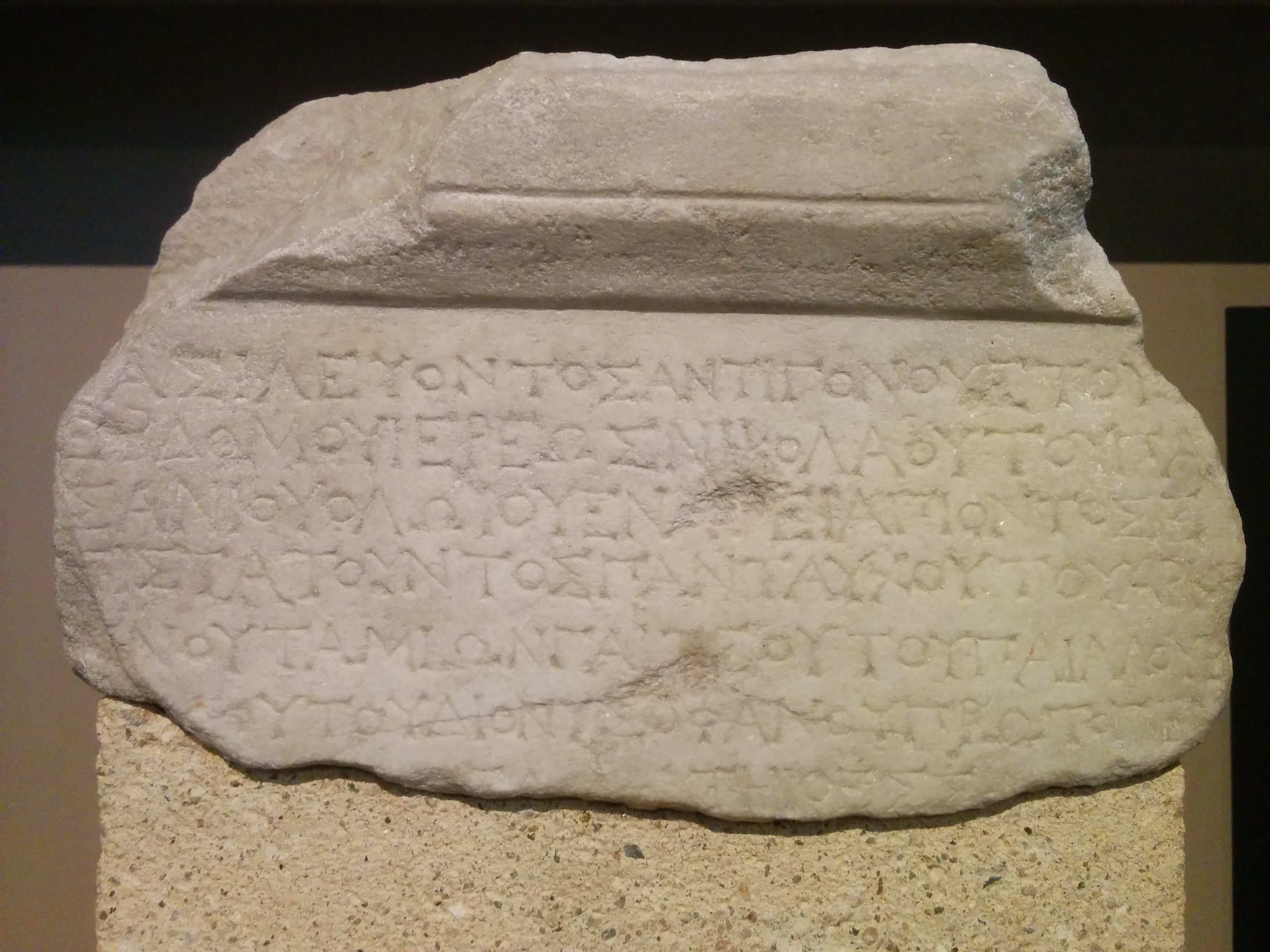
Inscription épigraphique mentionnant Antigone III Doson, Musée archéologique de Thessalonique.

Dans le même temps, la situation se dégrade pour la Ligue achéenne en raison des succès militaires de Sparte durant la guerre de Cléomène sous le règne de Cléomène III qui entend restaurer la grandeur de sa cité. Aratos de Sicyone fait donc des avances diplomatiques à Antigone dès 226 av. J.-C. qui aboutissent en 224, alors que Sparte a déjà pris le contrôle de Corinthe, Argos, Phlionte et menace Sicyone. La Ligue achéenne élit Antigone hégémon, envoie des otages à Pella, accepte de nourrir et de payer l'armée macédonienne la première année de l’alliance, s’interdit d’approcher tout autre royaume sans la permission d’Antigone. Le prix de l'alliance macédonienne est donc très élevé et indique à quel point la situation est difficile pour les Achéens. 
De son côté, la Ligue étolienne reste neutre mais refuse le passage des Thermopyles à Antigone qui doit donc transférer ses troupes par mer via l'Eubée. L'armée macédonienne ne parvient pas à forcer le passage de Corinthe contre les Spartiates. Mais le déclenchement d’une révolte antispartiate à Corinthe contraint Cléomène à se retirer de la cité, que prend Antigone. Ce dernier marche ensuite sur Argos, abandonnée par Cléomène. Les Macédoniens pillent Orchomène et Mantinée et hivernent à Sicyone et Corinthe. Cette offensive macédonienne de 224 est particulièrement significative : c’est la première campagne d’une armée composée de Macédoniens depuis le règne de Démétrios Poliorcète, et ses effectifs sont comparables à celle du début du règne d'Alexandre le Grand.
Antigone réunit ses alliés dans une symmachia comprenant les Achéens, Béotiens, Phocidiens, Acarnaniens et Thessaliens : chaque peuple élit des représentants à un Conseil fédéral (synédrion) qui lui-même désigne Antigone comme hégémon à vie : il est ainsi commandant en chef des troupes et peut en réclamer à n’importe quel allié. Le Conseil a compétence sur l'admission de nouveaux membres et sur d'autres questions, mais chaque allié garde la décision de la guerre et de la paix. Cette création du Conseil des Alliés rompt avec la politique précédente de domination directe pratiquée depuis le début du IIIe siècle av. J.-C. : pas de garnison, de tribut, maintien de l’intégrité territoriale et de l’indépendance politique. Nouveauté même par rapport aux Ligues de Corinthe de 337, 318 et 302, la Macédoine est cette fois un État membre au même titre que les autres, tandis que la coalition regroupe des fédérations et non plus des cités. Le but de cette alliance reste la lutte contre Sparte et la réaffirmation des coutumes traditionnelles, mises à mal par la politique révolutionnaire de Cléomène.

### Victoire contre Sparte

La guerre de Cléomène.

Son programme a été repris par le roi Cléomène III de Sparte, époux d’Agiatis, veuve d’Agis. Une expédition spartiate en 229 contre Mégalopolis , membre du koinon achaien, déclenche la guerre entre Sparte et le koinon, qui dure jusqu’en 222. Cléomène III, soutenu financièrement par Ptolémée III, profite de l’absence de l’armée macédonienne, partie hiverner, pour attaquer et raser Mégalopolis en 222 ; puis il ravage l'Argolide. Antigone revient à la tête d’une armée de 30 000 hommes
en 222 et affronte Cléomène à Sellasia au nord de Sparte : la déroute est complète pour les Spartiates. Cléomène s'enfuit à Alexandrie. Antigone traite Sparte avec magnanimité et la fait entrer dans le Conseil des Alliés. Une dédicace à Délos vient commémorer cette victoire : « le Roi Antigone fils du Roi Démétrios, et les Macédoniens et les Alliés de la bataille de Sellasia à Apollon ». Mantinée est refondée sous le nom d’Antigoneia, avec Antigone comme héros fondateur.
Antigone doit cependant rentrer précipitamment en Macédoine pour combattre une invasion illyrienne. Il meurt au printemps 221 après une bataille victorieuse, victime d'une phtisie qui le mine depuis des années. Philippe V, qu'Antigone sentant sa fin proche a confié à la garde de tuteurs, lui succède à l'âge de 17 ans.
Souverain avisé et prudent, Antigone laisse à Philippe, auquel il est resté fidèle, un testament dans lequel il donne ses consignes (inconnues) pour l'avenir. Mais son œuvre politique en Grèce, complexe, reste inachevée.

### Succession
Afin d’éviter les crises dynastiques, Antigone Doson a pris soin de préparer sa succession. Parvenu grâce aux Histoires de Polybe, le testament informe sur la nomination de nombreuses personnes à la tête des fonctions de l’État. La plupart sont des philoi (amis) du roi et occupent des positions militaires ou de conseillers comme secrétaire d’État. Ce choix politique doit permettre au futur roi Philippe V de régner en évitant les querelles entre élites macédoniennes. Durant sa régence, Antigone a remarqué la présence néfaste de certains membres lors des conseils, d’où cette anticipation. Cette décision vient marquer la fin d’un règne jugé positif à toutes les échelles, dont la préservation de la dynastie antigonide malgré de fortes rivalités.

### Sources antiques
- Plutarque, Vies parallèles [détail des éditions] [lire en ligne], Cléomène.
- Polybe, Histoires [détail des éditions] [lire en ligne].
- Eusèbe de Césarée, Chronique, I.